# Belbina
Belbina (en griego, Βέλβινα) es el nombre que se dada en la Antigüedad a una isla griega situada al sur del cabo Sunio y al este del cabo Escileo. Su nombre en la actualidad es Hagios Georgios. Se ubica a unos 40 km de Egina.
Su gentilicio, belbinita, es citado por Heródoto en una expresión que atribuye a Temístocles.
En el Periplo de Pseudo-Escílax se cita la isla de Belbina junto con una ciudad situada dentro de la misma.